# Оршашьон
Оршашьон (на шведски: Orsasjön) е езеро в Швеция. Разполага се в Даларна. Площта му е 53 км2. Отделено е от езерото Силян с много тънка ивица земя, поради което двете езера се разглеждат като неделима част.